# Шпиколоси (Золочівський район)
Шпиколоси — село в складі Поморянської селищної громади Золочівського району Львівської області. Село розташоване за 12 км від районного центру міста Золочів.

## Історія
Шпиколоси вперше згадуються у 1415 році, у цей час поселення належало Петру Шпиколовському. У XVI столітті власниками Шпиколос були Петро та Микола Кірдеї. Іван Пекарський у 1604 році відкупив село. Згодом село перейшло у власність Маргарити Броздовської з Бенькової, а у 1630 році до Конецпольських, два роки пізніше – до Собеських. Константан Собеський віддав село у 1723 році Антонієві Бекерському.[джерело?]
У 1920-30-ті роки в селі діяли осередок Товариства української мови імені Т. Шевченка «Просвіта», сільська читальня, збудована за кошти жителів села, школа, споруджена ще у 1872 р. Організовувались драматичні гуртки, хорові колективи.
У квітні 1944 року в околицях сіл Ремезівці та Шпиколоси відбувся кривавий бій курсантів підстаршинської школи УПА, яка була розташована в с. Підгір я, із німецько-польськими карателями, які намагалися знищити село Шпиколоси.
18 квітня 1944 року о 7 годині ранку, коли люди готувалися йти до храму, німецько-польський каральний загін  оточив село. Побачивши небезпеку, жителі почали втікати. Однак, хто почав втікати з села в сторону поля і лісу, падав від куль окупантів. Тоді загинули Семчук Іван із синами Григорієм та Михайлом, Здирко Іван із сином Євгеном 10-12 років, Іван та Олекса Гулінські, Меланія Буняк, Блашко Лабаз, Василь Галян, Микола Богуш із сином Михайлом. Всього загинуло 15 осіб. Більша частина хат була спалена. Велику кількість людей забрали на роботи у Німеччину.
На території села проживали вояки УПА й активісти національно-визвольного руху: Карванський Ярослав, Вульчак Микола, Пасала Петро, Попадюк Володимир, Чепак Михайло і ряд інших. Всі ці вояки загинули в 1946-47 роках, а їхні сім’ї депортували в Сибір. В часи колективізації в людей забирали худобу, будівлі, поле – все, що потрібно було для колективного господарства.
Шпиколоси почали розбудовуватись з 1964 року, коли на території звели цегельний завод потужністю 8 млн шт. цегли. Цей завод пропрацював до 1994 року, за потужністю він займав третє місце в області. Нині завод повністю розкомплектований.